# ألفريدو سانتشيز
ألفريدو سانتشيز (بالإسبانية: Alfredo Viejo Sánchez)‏ لاعب كرة قدم مكسيكي راحل .
شارك مع منتخب المكسيك في بطولة كأس العالم 1930 في الأوروغواي ولعب المباريات الثلاث جميعها.

## وصلات خارجية
- ألفريدو سانتشيز على موقع الاتحاد الدولي (مؤرشف)  (الإنجليزية)
- ألفريدو سانتشيز على موقع قاعدة بيانات كرة القدم.إي يو (الإنجليزية)
- ألفريدو سانتشيز على موقع ناشيونال فوتبول تيمز (الإنجليزية)
- ألفريدو سانتشيز على موقع Soccerway.com (الإنجليزية)
- ألفريدو سانتشيز على موقع عالم كرة القدم.نت (الإنجليزية)
- هذا السيرة الذاتية